# Зянкино (Юкаменский район)
Зя́нкино (удм. Зянчагурт) — деревня в Юкаменском районе Удмуртии, входит в состав Ертемского сельского поселения.

## География
Деревня расположена на высоте 239 м над уровнем моря.

### Часовой пояс
Деревня Зянкино, как и вся Удмуртская Республика, находится в часовой зоне МСК+1. Смещение применяемого времени относительно UTC составляет +4:00.

## Население
| 2007 | 2010 | 2012 |
| ---- | ---- | ---- |
| 205  | ↘164 | ↘162 |

## Улицы
- ул. Лесная,
- ул. Молодёжная,
- ул. Советская,
- ул. Центральная,
- ул. Школьная[5].